# Ol'ga Rypakova
Ol'ga Sergeevna Rypakova (Ust-Kamenogorsk, 30 novembre 1984) è una triplista, lunghista e multiplista kazaka.

## Progressione

### Salto in lungo outdoor
| Stagione | Risultato | Luogo    | Data      | Rank. Mond. |
| -------- | --------- | -------- | --------- | ----------- |
| 2011     | 6,56 m    | Almaty   | 29-7-2011 |             |
| 2010     | 6,60 m    | Spalato  | 5-9-2010  |             |
| 2009     | 6,42 m    | Bursa    | 10-6-2009 |             |
| 2008     | 6,52 m    | Doha     | 9-5-2008  |             |
| 2007     | 6,85 m    | Bangkok  | 10-8-2007 |             |
| 2006     | 6,63 m    | Taegu    | 28-9-2006 |             |
| 2005     | 6,60 m    | Almaty   | 4-6-2005  |             |
| 2002     | 6,01 m    | Kingston | 20-7-2002 |             |
| 2001     | 5,83 m    | Debrecen | 15-7-2001 |             |
| 2000     | 6,23 m    | Almaty   | 27-5-2000 |             |

### Salto in lungo indoor
| Stagione | Risultato | Luogo     | Data      | Rank. Mond. |
| -------- | --------- | --------- | --------- | ----------- |
| 2009     | 6,58 m    | Hanoi     | 2-11-2009 |             |
| 2006     | 6,55 m    | Pattaya   | 10-2-2006 |             |
| 2004     | 6,53 m    | Qaraǧandy | 23-1-2004 |             |
| 2003     | 6,34 m    | Mosca     | 12-2-2003 |             |

### Salto triplo outdoor
| Stagione | Risultato | Luogo   | Data       | Rank. Mond. |
| -------- | --------- | ------- | ---------- | ----------- |
| 2012     | 14,98 m   | Londra  | 5-8-2012   |             |
| 2011     | 14,96 m   | Almaty  | 27-7-2011  |             |
| 2010     | 15,25 m   | Spalato | 4-9-2010   |             |
| 2009     | 14,53 m   | Canton  | 11-11-2009 |             |
| 2008     | 15,11 m   | Pechino | 17-8-2008  |             |

### Salto triplo indoor
| Stagione | Risultato | Luogo     | Data      | Rank. Mond. |
| -------- | --------- | --------- | --------- | ----------- |
| 2012     | 14,84 m   | Qaraǧandy | 27-1-2012 |             |
| 2010     | 15,14 m   | Doha      | 13-3-2010 |             |
| 2008     | 14,58 m   | Valencia  | 8-3-2008  |             |

### Eptathlon
| Stagione | Risultato | Luogo               | Data      | Rank. Mond. |
| -------- | --------- | ------------------- | --------- | ----------- |
| 2006     | 6 113 p.  | Almaty              | 28-6-2006 |             |
| 2003     | 5 699 p.  | Desenzano del Garda | 11-5-2003 |             |
| 2002     | 5 895 p.  | Almaty              | 11-5-2002 |             |

## Palmarès
| Anno | Manifestazione             | Sede           | Evento         | Risultato | Prestazione | Note                                     |
| ---- | -------------------------- | -------------- | -------------- | --------- | ----------- | ---------------------------------------- |
| 2000 | Mondiali juniores          | Santiago       | Salto in lungo | 23ª       | 5,63 m      |                                          |
| 2001 | Mondiali allievi           | Debrecen       | Eptathlon      | 4ª        | 5 198 p.    |                                          |
| 2002 | Mondiali juniores          | Kingston       | Eptathlon      | Argento   | 5 727 p.    |                                          |
| 2005 | Campionati asiatici        | Incheon        | Salto in lungo | 4ª        | 6,50 m      |                                          |
| 2005 | Giochi asiatici indoor     | Bangkok        | Pentathlon     | Oro       | 3 954 p.    | Record dei Giochi                        |
| 2006 | Mondiali indoor            | Mosca          | Pentathlon     | 7ª        | 4 368 p.    |                                          |
| 2006 | Giochi asiatici            | Doha           | Salto in lungo | Bronzo    | 6,49 m      |                                          |
| 2006 | Giochi asiatici            | Doha           | Eptathlon      | Oro       | 5 955 pt.   |                                          |
| 2007 | Campionati asiatici        | Amman          | Salto triplo   | Oro       | 14,69 m     |                                          |
| 2007 | Campionati asiatici        | Amman          | Salto in lungo | Oro       | 6,66 m      |                                          |
| 2007 | Mondiali                   | Osaka          | Salto triplo   | 9ª        | 14,32 m     |                                          |
| 2008 | Campionati asiatici indoor | Doha           | Salto triplo   | Oro       | 14,23 m     | Record dei campionati                    |
| 2008 | Mondiali indoor            | Valencia       | Salto triplo   | Bronzo    | 14,58 m     |                                          |
| 2008 | Giochi olimpici            | Pechino        | Salto triplo   | Argento   | 15,11 m     |                                          |
| 2008 | Giochi olimpici            | Pechino        | Salto in lungo | 29ª       | 6,30 m      |                                          |
| 2009 | Mondiali                   | Berlino        | Salto triplo   | 10ª       | 13,91 m     |                                          |
| 2009 | Campionati asiatici        | Canton         | Salto triplo   | Oro       | 14,53 m     |                                          |
| 2009 | Giochi asiatici indoor     | Hanoi          | Salto in lungo | Oro       | 6,58 m      | Record dei Giochi                        |
| 2009 | Giochi asiatici indoor     | Hanoi          | Salto triplo   | Oro       | 14,40 m     | Record dei Giochi                        |
| 2010 | Mondiali indoor            | Doha           | Salto triplo   | Oro       | 15,14 m     |                                          |
| 2010 | Giochi asiatici            | Canton         | Salto in lungo | Argento   | 6,50 m      | Miglior prestazione personale stagionale |
| 2010 | Giochi asiatici            | Canton         | Salto triplo   | Oro       | 14,78 m     | Record dei Giochi                        |
| 2011 | Mondiali                   | Taegu          | Salto triplo   | Argento   | 14,89 m     |                                          |
| 2012 | Mondiali indoor            | Istanbul       | Salto triplo   | Argento   | 14,63 m     |                                          |
| 2012 | Giochi olimpici            | Londra         | Salto triplo   | Oro       | 14,98 m     |                                          |
| 2014 | Giochi asiatici            | Incheon        | Salto triplo   | Oro       | 14,32 m     |                                          |
| 2015 | Mondiali                   | Pechino        | Salto triplo   | Bronzo    | 14,77 m     | Miglior prestazione personale stagionale |
| 2016 | Campionati asiatici indoor | Doha           | Salto in lungo | Bronzo    | 6,22 m      | Miglior prestazione personale stagionale |
| 2016 | Campionati asiatici indoor | Doha           | Salto triplo   | Oro       | 14,32 m     | Miglior prestazione personale stagionale |
| 2016 | Giochi olimpici            | Rio de Janeiro | Salto triplo   | Bronzo    | 14,74 m     | Miglior prestazione personale stagionale |
| 2017 | Mondiali                   | Londra         | Salto triplo   | Bronzo    | 14,77 m     | Miglior prestazione personale stagionale |
| 2018 | Giochi asiatici            | Giacarta       | Salto triplo   | Oro       | 14,26 m     |                                          |
| 2019 | Mondiali                   | Doha           | Salto triplo   | 13ª (q)   | 14,09 m     |                                          |
| 2021 | Giochi olimpici            | Tokyo          | Salto triplo   | 24ª (q)   | 13,69 m     |                                          |

## Campionati nazionali
2005
- Oro ai campionati kazaki di atletica leggera, salto in lungo

2006
- Oro ai campionati kazaki di atletica leggera, Eptathlon

2008
- Oro ai campionati kazaki di atletica leggera, salto in lungo
- Oro ai campionati kazaki di atletica leggera, salto triplo

2010
- Oro ai campionati kazaki di atletica leggera, salto in lungo
- Oro ai campionati kazaki di atletica leggera, salto triplo

## Altre competizioni internazionali
2010
- Bronzo in Coppa continentale ( Spalato), salto in lungo - 6,60 m
- Oro in Coppa continentale ( Spalato), salto triplo - 15,25 m

2012
- Vincitrice della Diamond League nella specialità del salto triplo (24 punti)

2017
- Vincitrice della Diamond League nella specialità del salto triplo